# Max Georg von Twickel
Max Georg von Twickel (ur. 22 sierpnia 1926 w Havixbeck, zm. 28 listopada 2013 w Mettingen) – niemiecki duchowny rzymskokatolicki, w latach 1973-2001 biskup pomocniczy Münster. 

## Życiorys
Święcenia kapłańskie przyjął 6 sierpnia 1952 w diecezji Münster, udzielił ich mu ówczesny biskup diecezjalny Michael Keller. 18 stycznia 1973 papież Paweł VI mianował go biskupem pomocniczym diecezji ze stolicą tytularną Lugura. Sakry udzielił mu 24 lutego 1973 ówczesny ordynariusz diecezji Münster Heinrich Tenhumberg. Zrezygnował z urzędu 6 sierpnia 2001, na półtora miesiąca przed osiągnięciem biskupiego wieku emerytalnego (75 lat). 